# Flickr
Flickr — фотохостинг, предназначенный для хранения и дальнейшего использования пользователем цифровых фотографий и видеороликов. Является одним из первых сервисов Web 2.0. Один из самых популярных сайтов для размещения фотографий. По состоянию на 4 августа 2011 года сервис имел в своей базе более 6 млрд изображений, загруженных его пользователями. Также, по данным за август 2011 года, на сервисе было зарегистрировано 51 миллион человек, а общая посещаемость составляла 80 миллионов уникальных пользователей.
С апреля 2018 года Flickr принадлежит компании Smugmug.

## История
Flickr был запущен в феврале 2004 года компанией Ludicorp из Ванкувера. Первоначально сервис возник как инструмент, созданный для игры массовой многопользовательской онлайн-игры Game Neverending, в ходе которой игроки могли сохранять изображения, размещать их на персональных страницах в Интернете и показывать друг другу. Но flickr оказался более осуществимым проектом, и в конечном итоге игра была отложена. Авторы проекта Стюарт Баттерфилд и Катерина Фейк увидели потенциал в социальном аспекте фотографии, так появилась идея «flickr».
В 2005 году сервис был куплен Yahoo!. Сервис усовершенствовал дизайн и структуру сайта, а версия готовности сайта сменилась с беты на гамму. Как выяснилось позже, чрезвычайно редко используемый в сфере разработчиков термин «гамма» означает, что посетители активно пользуются сайтом и по их пожеланиям он постоянно совершенствуется. В декабре 2006 были увеличены лимиты хранения данных и ликвидированы ограничения в списке контактов. В 2007 году сервис Yahoo! Photos был ликвидирован со всеми фотографиями, кроме тех, что были перенесены на flickr с помощью специальной акции, устроенной Yahoo! до ликвидации.
20 мая 2013 Flickr представил переработанный дизайн и дополнительные возможности, в том числе 1 терабайт свободного места без ограничения на количество фотографий (предыдущие ограничения: 100МБ в месяц, показ только 200 последних фотографий и только в уменьшенном разрешении), бесшовное отображение фотографий, фотообложку и обновлённое под систему Android приложение.
13 июня 2017 года Verizon Communications приобрела Yahoo!, включая Flickr.
20 апреля 2018 года Yahoo! продала Flickr компании SmugMug. 1 ноября 2018 новая команда сервиса Flickr объявила об уменьшении числа фотографий пользователя бесплатного аккаунта до 1000 фото (с прежнего объёма 1 Терабайт). Тем пользователям, у кого больше 1000 фотографий, предлагается перейти на платный сервис или обратно скачать лишние фото.

## Функции

### Хранение
Зарегистрировавшийся пользователь системы может помещать на удалённый сервер свои фотографии. Бесплатный сервис предполагает возможность загрузить 1000 фотографий. К каждой фотографии её владелец может добавить название, краткое описание и ключевые слова (тег) для дальнейшего поиска. Можно делать заметки и на самих фотографиях. Если на фотографии изображено несколько объектов (например, несколько зданий), то можно выделить любой из объектов и добавить к нему описание.

### Организация и навигация
Фотография может иметь статус личной, семейной, групповой или общедоступной. Фотографию можно найти по ключевым словам, указанным пользователем. Например, поиск по ключевому слову «Москва» возвратит перечень ссылок на все фотографии, к которым их владельцы прикрепили соответствующий тег. Система позволяет вести поиск одновременно по нескольким ключевым словам. Дополнительный интерес представляет возможность использовать коллекции своих фотографий или отдельные фотографии на страницах своих сайтов или своего Живого Журнала. Для того чтобы получить html-код ссылки на отдельную фотографию, достаточно попросить систему сгенерировать соответствующий код, который можно скопировать на нужную страничку. Для организации ссылок возможно использовать укороченный URL с использованием кодировки Base58.

### Дополнительные сервисы
Дополнительные сервисы позволяют пользователям обмениваться фотографиями и метками на них. Развешивание наклеек-ярлыков на свои фотографии может облегчить их поиск. Для фотографий отображается список других объектов со схожими метками. Такая обратная связь приводит к коммуникации между пользователями посредством метаданных. Система Фликр поддерживает возможность переписки между пользователями. Однако эти отношения по переписке не оказывают заметного влияния на формирование общей картины или карты меток, которыми пользуется всё сообщество. Сервис Фликр позволяет получить карту ключевых слов, наиболее часто употребляемых при классификации фотографий. Пользователи системы Фликр могут образовывать группы по интересам с возможностью вести тематические обсуждения, приглашать в группу других пользователей и их фотографии, рассматривать расположение фотографий группы на карте.

### Лицензирование

Диаграмма использования на flickr лицензий семейства Creative Commons

С целью соблюдения авторских прав сервис запрещает размещение чужих произведений, предоставляя пользователям возможность защищать свои работы с помощью несвободных и свободных лицензий (в том числе с помощью лицензий Creative Commons).

### Картографические источники
Наряду с использованием коммерческих картографических данных, Flickr в данный момент использует карты OpenStreetMap в различных городах. Это началось с Пекина в преддверии Олимпийских игр 2008 года. По состоянию на октябрь 2008 года эти карты используются в Багдаде, Пекине, Кабуле, Сиднее и Токио. Данные OpenStreetMap собирают добровольцы и они доступны по лицензии ODbL.

## Flickr и Intel
В рамках работы сетевого сообщества учителей, поддержанного в 2005 году программой Intel ® «Обучение для Будущего», на сервере Flickr.com собиралась коллекция цифровых фотографий, представляющих города России: Санкт-Петербург, Нижний Новгород, Саратов, Иркутск, Новосибирск, Екатеринбург, Псков, Воронеж. Коллекция пополняется учителями и школьниками. При добавлении новых фотографий участники проекта добавляют к ней описание и ключевые слова — метки, по которым фотография в дальнейшем может быть найдена. В случае если для места, где сделана фотография, определены точные GPS-координаты, то они тоже добавляются в качестве меток. Применение таких меток и сетевого сервиса GeoBloggers позволяет совместить рассказы и фотографии, размещённые в коллекции участниками проекта, с сервисом цифровых карт Google Maps и получить изображение точки, в которой сделана фотография, на карте. Каждая цифровая фотография получает не только временно́е, но и пространственное значение. Пользователи, пометившие свои фотографии ярлычками geotagged, geo: lat=координата, geo: long=координата, получают от сервиса geobloggers карту, на которой размещены эти фотографии. В упрощённой записи, принятой для занесения данных в качестве ярлычков в системе Flickr, координаты записываются как geo: lat=56.1939 и geo: long=43.5922.

## Блокировка
С 1 июня 2009 года фотохостинг заблокирован в Китае.
С сентября 2015 года фотохостинг заблокирован в Казахстане.
На территории России фотохостинг был заблокирован 9 сентября 2015 года в связи с тем, что домен flickr.com и внесённый в реестр заблокированных сайтов домен screen.yahoo.com из-за видео «Islamic State Release Propaganda Film Entitled Flames of War» были доступны с одного IP-адреса. Доступ к фотохостингу открыли после того, как Yahoo! удалил страницу с запрещённым контентом по требованию Роскомнадзора. С 7 декабря 2015 года фотохостинг был заблокирован в связи с тем, что домен flickr.com и внесённый в реестр заблокированных сайтов домен sports.yahoo.com имели общие IP-адреса. Данные сайты были разблокированы 16 января 2016 года.